# Bob & Rose
Bob & Rose es una serie de televisión británica emitida originalmente en seis episodios de una hora de duración en ITV en el otoño de 2001. Fue producida por la independiente Red Production Company, constituyendo la primera producción de la compañía de un dramático de prime-time para la ITV. Esta serie inspiró a Jules & Mimi, la serie ficticia que aparece en Sex and the City.

## Producción
El autor de la serie es Russell T Davies, responsable anteriormente de otra serie de Red Procution Company que se emitió en Channel 4, la polémica Queer as Folk.
Interpretó a Bob el monologuista y actor Alan Davies (no tiene ninguna relación con el guionista Russell), que en esa época era más conocido por su papel protagonista en la serie de misterio de la BBC Jonathan Creek. A Rose la interpretó la actriz Lesley Sharp, nominada por el papel a un BAFTA y a un premio de la Royal Television Society como mejor actriz. Aunque fue bien recibida por la crítica, no tuvo mucho éxito en términos de audiencia, y los dos últimos episodios fueron relegados al horario de late-night.

## Argumento
La historia sigue la vida de Bob, un profesor de colegio que es gay, y que está harto de la superficialidad del ambiente de Mánchester. Bob es un romántico, y desea encontrar a la persona adecuada con la que sentar la cabeza. Tras una cita fallida más, conoce a Rose mientras los dos están esperando un taxi. Rose está desencantada con su cuadriculado novio, y ve algo en Bob, pero no se da cuenta al principio de que es gay.
En los siguientes episodios se cuentan los altibajos de su relación, en la que se entromete la mejor amiga de Bob, Holly (Jessica Stevenson), que está enamorada en secreto de Bob y hace todo lo que puede para interferir en las relaciones de Bob con los hombres sin que se dé cuenta, ya que no quiere perderle. En secreto, es una mujer solitaria cuya única vida social es a través de Bob y los clubs gais que él visita. Cuando Rose aparece de repente en escena, Holly la ve como una amenaza, la vigila y conspira con el antiguo novio de Bob, Carl, para separar a la pareja. 
La historia también sigue los intentos de la madre de Rose de encontrarle un novio adecuado, y las actividades de la madre de Bob, que dirige un grupo de apoyo gay llamado "Padres Contra la Homofobia". La serie es una sutil comedia romántica en la que cada eposido acaba en un clímax cómico o emotivo. El guion habla de emociones y motivaciones, pero también del gran contraste de actitud y atmósfera entre los clubs nocturnos británicos para heterosexuales y gais.

## Controversia
Al igual que Queer as Folk, Bob & Rose tenía como tema principal la homosexualidad. La historia de un hombre gay que se enamora de una mujer estaba basada libremente en la historia real de un amigo de Russell T Davies. Esta historia causó protestas entre algunos activistas de los derechos LGTB que pensaron que la serie daba a entender que ser gay era una elección o una fase, lo que a su vez causó una contra-reacción igual de fuerte entre los bisexuales que dijeron que esa crítica era injusta. Sin embargo, el personaje de Bob afirma categóricamente en el guion que él no es bisexual, diciendo: "Yo nací gay, moriré gay, y tendré una tumba gay", y dijo que le atraía Rose como persona y no como una elección de género, diciendo también que él siempre se fijaría en los hombres, pero que Rose era la única mujer para él.

## Reparto
| Personaje       | Intérprete        |
| --------------- | ----------------- |
| Rose Cooper     | Lesley Sharp      |
| Robert Gossage  | Alan Davies       |
| Holly Vance     | Jessica Stevenson |
| Anita Kendrick  | Katy Cavanagh     |
| Marina Marquess | Siobhan Finneran  |
| Andy Lewis      | Daniel Ryan       |
| Monica Gossage  | Penelope Wilton   |

## Episodios
| # | Fecha                    |
| - | ------------------------ |
| 1 | 10 de septiembre de 2001 |
| 2 | 17 de septiembre de 2001 |
| 3 | 24 de septiembre de 2001 |
| 4 | 1 de octubre de 2001     |
| 5 | 8 de octubre de 2001     |
| 6 | 15 de octubre de 2001    |